# Alrik Törnblom

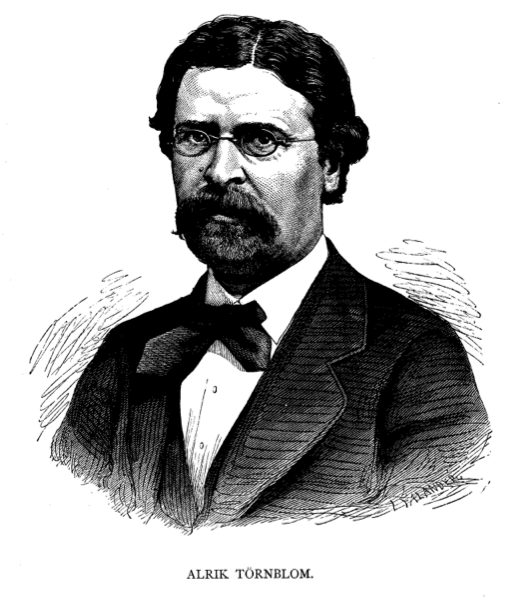

Peter Alrik Törnblom, född den 2 oktober 1838 i Källsjö socken, Falkenbergs kommun, död den 14 mars 1878 i Stockholm, var en svensk läkare, kirurg och medicinalråd. Han var son till komministern i Fagereds pastorat Benedict Andreae Törnblom och hans hustru Jenny Wennerholm.

## Biografi
Efter att ha gått i Göteborgs skola och gymnasium blev han student vid Uppsala universitet 1856 och halvannat år därefter, före fyllda 20 år, skrevs han så in i den medicinska fakulteten vid Uppsala universitet; men han gjorde sin medicinska studiekurs vid det i Stockholm förlagda Karolinska institutet och återvände till Uppsala endast för att ventilera sin doktorsavhandling, en anatomisk undersökning om det första revbenet hos människan, vilken samtidigt infördes i den tidens främsta medicinska tidskrift, Medicinskt archiv (1864). Han blev Medicine doktor 1865 och hade därefter anställning på Serafimerlasarettets kirurgiska avdelning.
Som statens stipendiat vistades Törnblom utomlands i England, Frankrike och Tyskland där han genomförde kirurgiska studier och iakttagelser. Från denna resa förde han hem en förbättrad metod för behandling av sår, den antiseptiska. Kring detta revolutionerade sätt att behandla sår, kallat det ”Listerska förbandet” skrev han efter hemkomsten en avhandling, samtidigt som han införde behandlingen i Stockholm. Törnbloms anseende som praktisk kirurg steg också med stor hastighet, och han utnämndes till docent i kirurgi och oftalmiatrik vid Karolinska institutet 1868 samt förordnades 1876 att förvalta ett medicinalrådsämbete i Sundhetskollegium och från början af 1878 var han medlem av Stockholms hälsovårdsnämnd.
Törnblom var framstående kirurg och skaffade sig som sådan inom ovanligt kort tid stort och berättigat anseende.. Men redan efter några år drog han sig dock alltmer tillbaka från den kirurgiska praktiken, sannolikt på grund av vikande hälsa. I stället ägnade han sig åt göromålen i Sundhetskollegium och slutligen även i hälsovårdsnämnden där han var en stor förespråkare för förbättrad hygien i kampen mot smittsamma sjukdomar.